# Mesoschendyla rossi
Mesoschendyla rossi är en mångfotingart som beskrevs av Crabill 1968. Mesoschendyla rossi ingår i släktet Mesoschendyla och familjen småjordkrypare.
Artens utbredningsområde är Zimbabwe. Inga underarter finns listade i Catalogue of Life.